# Personalidade anal-expulsiva
A personalidade anal-expulsiva é um estado no qual uma pessoa exibe crueldade, explosões emocionais, desorganização, autoconfiança, habilidade artística, generosidade, rebeldia e um descuido geral.
A personalidade anal-expulsiva refere-se a um traço de personalidade presente em pessoas fixadas no estágio anal do desenvolvimento psicossexual descrito por Sigmund Freud. O estágio anal é o segundo dos cinco estágios do desenvolvimento psicossexual freudiano. A teoria da psicanálise de Sigmund Freud diz que, durante a infância, o estágio anal é seguido pelo estágio oral do desenvolvimento psicossexual. Este é o momento em que a atenção do bebê se afasta da fixação oral para a anal (comumente no intestino, mas ocasionalmente também na bexiga).
Geralmente, o estágio anal ocorre em sincronia com o aprendizado do controle das funções excretórias, a exemplo de ir ao banheiro sem auxílio de terceiros. Em uma criança neste estágio de desenvolvimento, o surgimento do controle dos movimentos intestinais ocorre quando ela passa a expressar o inicio de sua autonomia, recusando-se ou sujando-se à obediência. Em casos de conflitos com pais agressores em relação ao treinamento do esfíncter anal, pode-se produzir uma fixação por este estágio, de modo que continue a se manifestar na idade adulta como uma extensão do prazer erótico pelo ato da defecação.
Nos tempos modernos, os estágios psicossexuais são considerados de valor limitado para a compreensão de psicopatologias mais graves.